# Raión de Siazán
Siazán (en azerí: Siyəzən) es uno de los cincuenta y nueve rayones en los que subdivide políticamente la República de Azerbaiyán. La capital es la ciudad de Siazán.

## Territorio y Población
Comprende una superficie de 759 kilómetros cuadrados, con una población de 35 296 personas y una densidad poblacional de 46,5 habitantes por kilómetro cuadrado.

## Economía
La industria más importante en la región es el petróleo. Además, del vino, los cereales y las hortalizas y las explotaciones ganaderas.

## Transporte
Por este rayón pasa la línea ferroviaria de "Azərbaycan Dövlət Dəmir Yolu" y la carretera de Bakú a Daguestán, en la Federación Rusa.